# Lijst van rangen en insignes van de Reichsluftschutzbund
Hieronder volgt een Lijst van rangen en insignes van de Reichsluftschutzbund, of RLB in nazi-Duitsland. Het waren paramilitair titels en rangen geadopteerd door de Reichsluftschutzbund.

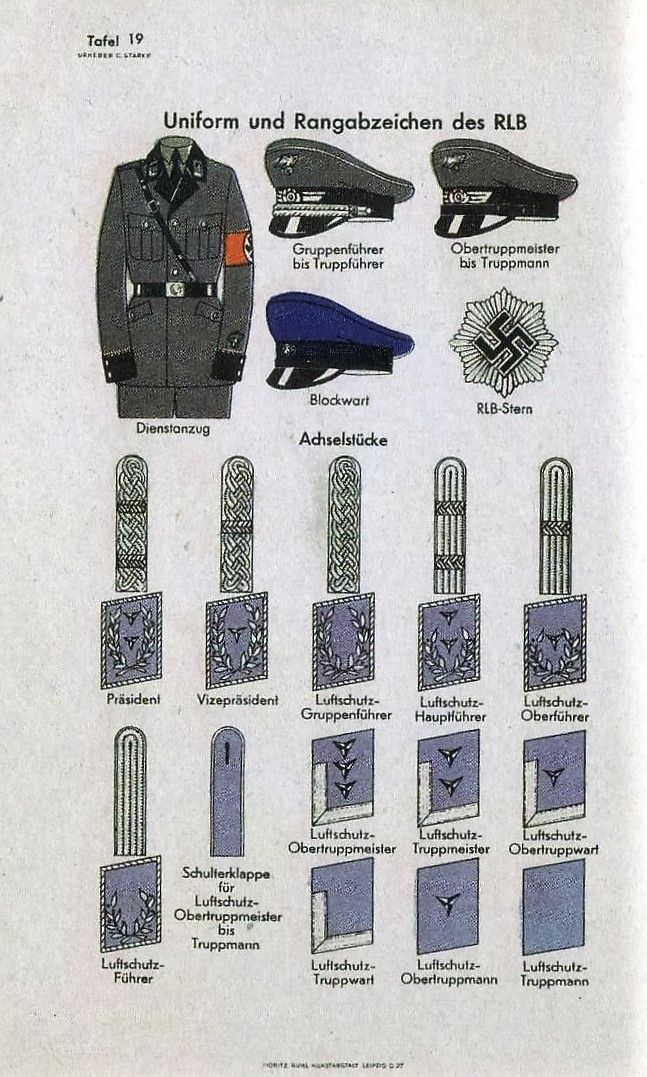
Uniform en insignes van de Rijksluchtbeschermingsbond (Reichsluftschutzbund) (RLB) in nazi-Duitsland, rond 1937
Illustratie: Deutsche Uniformen (Verlag Moritz Ruhl, Leipzig)

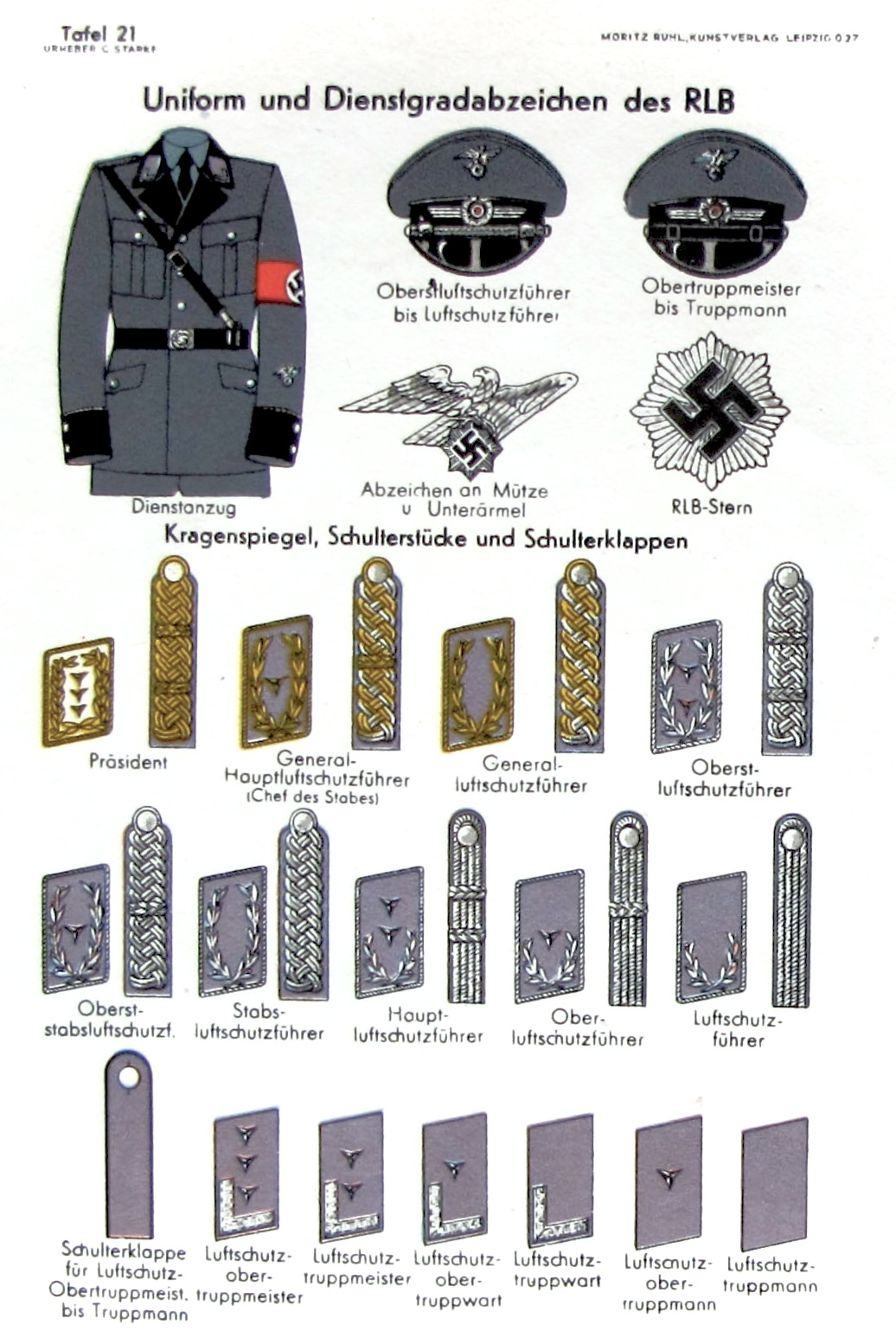
RLB insigne 1939
Illustraties: Deutsche Uniformen (latere editie)

| NAVO schaal | Kraagspiegel | Epaulet                 | RLB rang                              | Vrije vertaling NL                     | Luftwaffe equivalent |
| ----------- | ------------ | ----------------------- | ------------------------------------- | -------------------------------------- | -------------------- |
| OF-8        |              |                         | RLB-Präsident                         | RLB President                          | General der Flieger  |
| OF-7        |              |                         | General-Hauptluftschutzführer         | Generaal-hoofdluchtbeschermingsleider  | Generalleutnant      |
| OF-6        |              |                         | Generalluftschutzführer               | Generaal-luchtbeschermingsleider       | Generalmajor         |
| OF-5        |              |                         | Oberstluftschutzführer                | Hogere-luchtbeschermingsleider         | Oberst               |
| OF-4        |              |                         | Oberststabsluftschutzführer           | Hogere-stafluchtbeschermingsleider     | Oberstleutnant       |
| OF-3        |              |                         | Stabsluftschutzführer                 | Stafluchtbeschermingsleider            | Major                |
| OF-2        |              |                         | Hauptluftschutzführer                 | Hoofdluchtbeschermingsleider           | Hauptmann            |
| OF-1        |              |                         | Oberluftschutzführer                  | Hogere-luchtbeschermingsleider         | Oberleutnant         |
| OF-1        |              |                         | Luftschutzführer                      | Luchtbeschermingsleider                | Leutnant             |
| OR-6        |              |                         | Luftschutzobertruppmeister            | Hogere-luchtbeschermingstroepenmeester | Feldwebel            |
| OR-6        |              | Luftschutztruppmeister  | Luchtbeschermingstroepenmeester       | Unteroffizier                          |                      |
| OR-5        |              | Luftschutzobertruppwart | Hoger-luchtbeschermingstroepbeheerder | Hauptgefreiter                         |                      |
| OR-3        |              | Luftschutztruppwart     | Luchtbeschermingstroepbeheerder       | Obergefreiter                          |                      |
| OR-2        |              | Luftschutzobertruppmann | Luchtbeschermingstroepman             | Gefreiter                              |                      |
| OR-1        |              | Luftschutztruppmann     | Luchtbeschermingstroepman             | Flieger                                |                      |